# Vlag van Rottevalle

Vlag van Rottevalle

De vlag van Rottevalle is de dorpsvlag van het Nederlandse dorp Rottevalle, in de Friese gemeente Smallingerland. De vlag werd in 2014 geregistreerd.

## Beschrijving
De beschrijving van de vlag is als volgt:
Drie banen van groen, wit en groen, de witte baan belegd met twee rode turven; een broekingsdriehoek met de punt op een derde van de vlucht, de driehoek in drie banen wit, rood en wit.
De kleuren zijn afkomstig van het dorpswapen.

## Symboliek
- Driedeling: verwijst naar de ligging van het dorpsgebied in drie gemeenten: Tietjerksteradeel, Achtkarspelen en Smallingerland.[1]
- Rode turven: staan voor de vervening waar het dorp door ontstaan is.[1]
- Rode broekingsdriehoek: de rode kleur duidt op de heide die aanwezig was op het hoogveen.[1]

## Zie ook

Wapen van Rottevalle